# Szentliszló
Szentliszló község Zala vármegyében, a Letenyei járásban, a Zalai-dombság területén, a Göcsejben.

## Fekvése
Zalaegerszegtől 32 kilométerre délre fekszik, az itt észak-déli irányban húzódó 7536-os út mentén; kelet felől, Zalaszentbalázs irányából a 7534-es út vezet a településre.

## Története
Szentliszló nevét  1336-ban említették először az írásos források Scenthwynchlou formában. 1332-1337 között a pápai tizedjegyzék említette újra Sancti Wencezlai formában.
Későbbi névváltozatai: 1443-ban Zenthvizió, 1552-ben Zenthlyzló, 1723-ban pedig Szent Liszló formában fordult elő.
A 16. század első felében az alsólendvai Bánffy családnak volt birtoka, valamint Gombos János és Wenthei Gáspár nevéről is említés történt, akik jobbágyportával rendelkeztek a településen. 
A török időket e falu is megszenvedte, az 1500-as évek közepén a Kanizsa irámyából kiinduló támadásokkor Szentliszló és temploma is elpusztult a környező településekkel együtt. 1548-ban néptelenként említik: "Zenthwyzlo depop. per Turcas", azaz "Szentliszlót kipusztították a törökök". Közel 150 évig csak pusztaként fordul elő, lakosok nélkül.  
1661-ben Németh Andrásné Gombos Anna asszony Zala vármegyei birtokait zálogba adta Erzsébet nevű testvére férjének, Tuboly Simon úrnak, köztük Bucsuta és Szentliszló puszta falvakat is. A zálogot 1699-ben kiváltották, majd 1703-ban Szentliszlót elosztották Gombos Anna és Erzsébet maradékai között: pókafai Léránt (másképpen Szabó) Ádám a falu birtokának egyik felét, a másik felét két Tuboly családtag kapta (Zsigmond és Simon). 
A török kitakarodása után Szentliszló kuriális község lett. 1720-ban többek között a Bokán, Büki, Harmadás, Kerese, Léránth, Lődri, Pál, Sabján, Szakon, Szatai, Szökrén, Tuboly nevű családokat említik a faluban. Egy 1728-as összeírásban azt találjuk, hogy a falu a Tuboly család birtoka, 25 évvel ezelőtt kezdett benépesülni. 1721-ben Tuboly János és Zsigmond királyi adományt kaptak a községben. (Ez a bizonyos Tuboly Zsigmond Zala vármegye esküdtje, Tuboly Mihály főszolgabíró édesapja, Tuboly László nagyapja.) 1748-ban 31 házat írtak össze. Az 1778-ban végzett népszámláláskor 209, 1802-ben pedig már 293 lakosa volt. A 18-19. század fordulóján a Tuboly és a Léránt család szerepel, mint birtokos, az 1850-es felmérés a következő jelentősebb birtokosokat sorolja fel: Tuboly Gáspár, Ifsits János, Tuboly József és Péter, özv. Leránt Károlyné asszonyság, Dervarits András táblabíró.
Az 1910-es népszámláláskor Szetliszló Zala vármegye letenyei járásához tartozott, 597 fő élt a faluban és ebből 594 magyar volt. 1949-ben a lakosok száma 666 fő. 

## Közélete

### Polgármesterei
- 1990–1994: Paragi Lajos (független)[3]
- 1994–1998: Paragi Lajos (független)[4]
- 1998–2002: Magyar József (független)[5]
- 2002–2006: Bapka Mihályné (független)[6]
- 2006–2010: Bapka Mihályné (független)[7]
- 2010–2014: Domonkosné Árkus Éva (független)[8]
- 2014–2019: Domonkosné Árkus Éva (független)[9]
- 2019–2024: Domonkosné Árkus Éva (független)[10]
- 2024– : Domonkosné Árkus Éva (független)[1]

## Népesség
A település népességének változása:
| Lakosok száma | 281  | 270  | 266  | 242  | 255  | 247  | 255  |
|               | 2013 | 2014 | 2015 | 2021 | 2022 | 2023 | 2024 |

A 2011-es népszámlálás idején a nemzetiségi megoszlás a következő volt: magyar 96,3%, cigány 2,68%, német 1,1%. A lakosok 93,45%-a római katolikusnak vallotta magát (5,1% nem nyilatkozott).
2022-ben a lakosság 91%-a vallotta magát magyarnak, 3,9% németnek, 1,6% cigánynak, 0,4% szlovénnek, 2% egyéb, nem hazai nemzetiségűnek (8,2% nem nyilatkozott; a kettős identitások miatt a végösszeg nagyobb lehet 100%-nál). Vallásuk szerint 67,8% volt római katolikus, 2% görög katolikus, 0,8% evangélikus, 0,4% református, 0,8% felekezeten kívüli (28,2% nem válaszolt).

## Nevezetességei

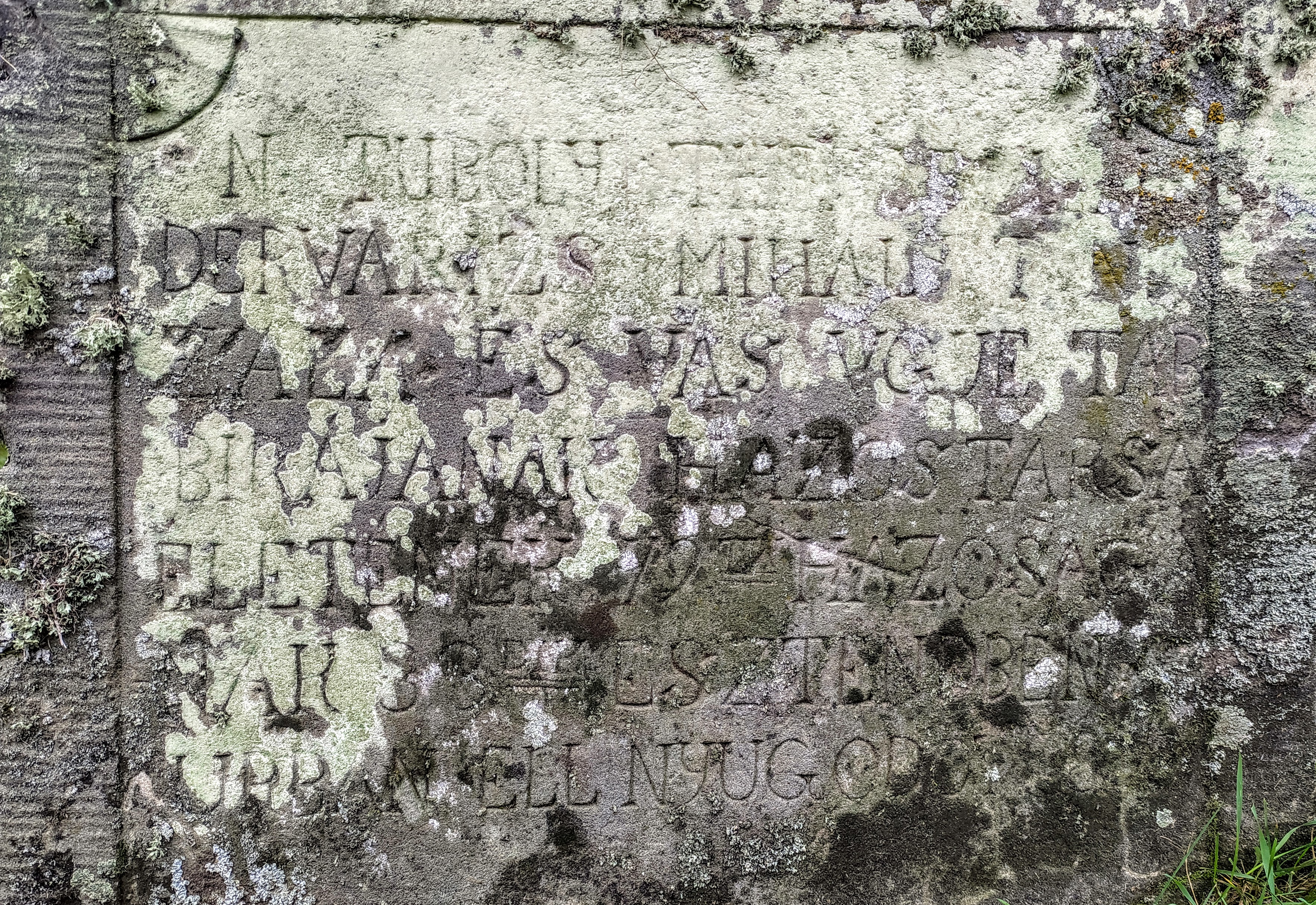
A szentliszlói temető legrégebbi emléke, Dervarits Mihályné Tuboly Terézia (1762–1810) asszony sírköve

- Templom - 1988-ban épült.A szentliszlói temető legrégebbi emléke, Dervarits Mihályné Tuboly Terézia (1762–1810) asszony sírköve